# Neobisium occultum
Espèce
Neobisium occultum est une espèce de pseudoscorpions de la famille des Neobisiidae.

## Distribution
Cette espèce est endémique de Bosnie-Herzégovine. Elle se rencontre à Gacko dans les grottes Lazarička Pećina et Mala Pečina.

## Liste des sous-espèces
Selon Pseudoscorpions of the World (version 3.0) :
- Neobisium occultum occultum Beier, 1938
- Neobisium occultum sororium Beier, 1938

## Publication originale
- Beier, 1938 : Vorläufige Mitteilung über neue Höhlenpseudoscorpione der Balkanhalbinsel. Studien aus dem Gebiete der Allgemeinen Karstforschung, der Wissenschaftlichen Höhlenkunde, der Eiszeitforschung und den Nachbargebieten, vol. 3, p. 5-8.